# واتارو كوبو
واتارو كوبو هو سياسي ياباني، ولد في 15 يناير 1929 في كاغوشيما في اليابان، وتوفي في 24 يونيو 2003 في كاغوشيما في اليابان. حزبياً، نشط في الحزب الاشتراكي الديمقراطي الياباني والحزب الديمقراطي الياباني. وقد انتخب نائب رئيس وزراء اليابان ‏ (11 يناير 1996 – 7 نوفمبر 1996).